# Karl Johan Åström
Karl Johan Åström (nacido el 5 de agosto de 1934) es un teórico del control sueco que ha realizado contribuciones a los campos de teoría de control, ingeniería de control, control computarizado y control adaptativo. En 1965, describió un marco general de procesos de decisión de Markov con información incompleta, lo que finalmente condujo a la noción de Proceso de Decisión de Markov Parcialmente Observable.
En 1995, Åström fue elegido miembro de la Academia Nacional de Ingeniería por sus contribuciones a la identificación, control estocástico y adaptativo, y su incorporación en la práctica de la ingeniería de control.

## Biografía
Åström nació en Östersund, Suecia, y recibió su M.Sc. en Física de Ingeniería (1957) y su PhD en Control Automático y Matemáticas (1960) del Instituto Real de Tecnología (KTH) en Estocolmo, donde también enseñó desde 1955 hasta 1960 mientras trabajaba en guiado inercial para el Instituto Nacional de Defensa de Suecia.
En 1961, Åström se unió al Laboratorio Nórdico de IBM para trabajar en el control de procesos computarizado, con estancias en IBM Research en Yorktown Heights, Nueva York (1962) y San José, California (1963). Tras su regreso, lideró los esfuerzos en el control computarizado de maquinaria para la fabricación de papel. En 1965, Åström fue nombrado presidente del recién fundado Departamento de Control Automático en la Universidad de Lund, Suecia.
Desde 1965 hasta 1999, fue presidente del Departamento de Control Automático en Universidad de Lund, donde ahora es profesor emérito. Desde 2002, ha sido profesor visitante distinguido en la Universidad de California, Santa Bárbara.
Åström es Fellow del IEEE, miembro de la Real Academia de las Ciencias de Suecia, vicepresidente de la Academia Real Sueca de Ciencias de la Ingeniería (IVA), y asociado extranjero de la Academia Nacional de Ingeniería de EE. UU. Recibió la medalla Rufus Oldenburger de la ASME (1985) y la Medalla Quazza de la Federación Internacional de Control Automático (1987). En 1987 también recibió el título de doctor honoris causa del Institut National Polytechnique de Grenoble. En 1989 recibió el Premio IEEE Donald G. Fink, en 1990 el Premio IEEE de Ciencia e Ingeniería de Sistemas de Control, y en 1993 la Medalla de Honor IEEE por sus "contribuciones fundamentales a la teoría y aplicaciones de la tecnología de control adaptativo".

## Publicaciones

### Libros
- 1970 Introducción al Control Estocástico. Academic Press, 1970; Dover, 2006.
- 1989 Control Adaptativo. Con B Wittenmark. Addison-Wesley, 1989.
- 1996 Sistemas Controlados por Computadora, Teoría y Diseño. Con B Wittenmark. Prentice Hall, 1996; Dover, 2011. (Premio Textbook IFAC por la primera edición, 1993)
- 2005 Control PID Avanzado. Con T Hägglund. ISA, 2005.
- 2008 Sistemas de Retroalimentación: Una Introducción para Científicos e Ingenieros. Con R. Murray. Princeton University Press, 2008. (Premio Textbook IFAC, 2011)

### Artículos
- KJ Åström, B Wittenmark. "Sobre reguladores autoajustables," Automatica, vol. 9, pp. 185–199, 1973.